# Glabropilumnus seminudus
Glabropilumnus seminudus är en kräftdjursart som först beskrevs av Edward John Miers 1884.
Glabropilumnus seminudus ingår i släktet Glabropilumnus och familjen Pilumnidae. Inga underarter finns listade i Catalogue of Life.